# Anna Romanowa (1708–1728)
Anna Piotrowna Romanowa (ros. Анна Петровна Романова; ur. 29 stycznia 1708 w Moskwie, zm. 4 maja 1728 w Kilonii) – cesarzówna rosyjska z dynastii Romanowów, księżna Holsztynu od 1725 jako żona Karola Fryderyka.

## Życiorys

### Pochodzenie
Była córką cara Rosji Piotra I Wielkiego i Katarzyny Aleksiejewny (późniejszej cesarzowej Katarzyny I), urodzoną, zanim rodzice zawarli formalne małżeństwo. Jej ojciec był najmłodszym synem cara Aleksego I a matka, urodzona jako Marta Skowrońska, pochodziła najprawdopodobniej z rodziny chłopskiej. Znajomość jej rodziców rozpoczęła się na początku XVIII w. i choć początkowo Katarzyna była jedynie kochanką cara, to Piotr poślubił ją oficjalnie w 1712.
Anna miała 8 lub 11 rodzeństwa, jednak tylko młodsza o prawie 2 lata siostra Elżbieta przeżyła dzieciństwo. Obie siostry był druhnami na ślubie rodziców. Jej przyrodnim bratem był Aleksy Piotrowicz, syn pierwszej żony jej ojca, Eudoksji Łopuchiny.

### Wykształcenie i osobowość
Początkowo Anna i jej młodsza siostra Elżbieta były wychowywane przez mamki chłopskiego pochodzenia; dopiero od ok. 1716 r. wychowaniem carówien zajmowały się włoskie i francuskie guwernantki. Wykształcenie obydwu dziewcząt miało jednak charakter powierzchowny, choć według nowszej historiografii Anna odebrała staranną edukację. Anna mówiła po francusku, niemiecku, włosku i szwedzku. Piotr Wielki bardzo kochał swoje córki i interesował się ich wykształceniem.
Anna była wysoką brunetką o jasnej cerze; określano ją jako stateczną i dostojną. Uważano za atrakcyjną i chętną do nauki. Anna była bardzo kochana przez Elżbietę; relacje sióstr były bardzo bliskie.

### Małżeństwo
Od 1721 w Rosji przebywał pretendent do korony Szwecji Karol Fryderyk. Ten ambitny, choć mało zdolny książę Holsztynu chciał poślubić którąś z córek Piotra Wielkiego, jednak cesarz nie aprobował tych planów. Po śmierci ojca Anna uległa namowom matki i 1 czerwca 1725 r. w Petersburgu wyszła za mąż za Karola Fryderyka. Ten ślub stał się początkiem ścisłych kontaktów Rosji z księstwami w północnych Niemczech. Sam związek był nieudany – Anna i Karol miewali pozamałżeńskie relacje z innymi.

### Sprawa sukcesji tronu
W 1725 po śmierci ojca Anna była jedną z pretendentek do objęcia tronu, jednak cesarzową została jej matka (wybrana przez gwardię i księcia Aleksandra Mienszykowa). Car na łożu śmierci zawołał Annę, jednakże zanim przybyła, Piotr już nie żył.
Katarzyna I zmarła już w 1727 i na swego następcę wyznaczyła bratanka Anny, Piotra II. Nie są znane powody, dla których cesarzowa wydziedziczyła swoje córki, jednak być może jej decyzja była podyktowana chęcią zachowania wpływów dla Aleksandra Mienszykowa, który był jej wieloletnim kochankiem. Córki były zasmucone z powodu decyzji swojej matki.
Anna wraz z mężem weszła w skład dziewięciu regentów rządzących Rosją w imieniu małoletniego cara Piotra II Romanowa. Nadal spory wpływ na politykę w kraju miał Aleksander Mienszykow, który zaręczył cara ze swoją córką Marią. Spotęgowało to niezadowolenie Anny i jej męża, które zaczęli demonstrować publicznie. Mienszykow wypłacił małżeństwu ponad milion florenów, czym zachęcił ich do opuszczenia Rosji. Ciężarna Anna pożegnała się z siostrą i wraz z mężem zamieszkała w Kilonii.

### Śmierć
21 lutego 1728 Anna urodziła syna Karola Piotra Ulryka, nazwanego na cześć ojca, dziadka i królowej Szwecji. 3 miesiące po porodzie Anna zmarła. Przeziębiła się obserwując pokaz sztucznych ogni na balu wydanym z okazji narodzin syna, co spotęgowało zmiany gruźlicze w jej organizmie. Jej ostatnią wolą było spocząć w soborze Świętych Piotra i Pawła w Petersburgu obok ojca i życzenie to zostało uszanowane.
Kilkanaście lat po śmierci Anny Elżbieta już jako cesarzowa Rosji wysłała list do Joanny Elżbiety Holstein-Gottorp, kuzynki jej nieżyjącego już szwagra, z prośbą o przysłanie jej portretu ukochanej siostry. To zapoczątkowało kontakt pomiędzy dwoma dworami i w rezultacie ślub syna Anny Piotra III z Katarzyną II.
Współcześni zapamiętali ją jako ładną i wykształconą kobietę, poliglotkę. Jej osoba miała zostać upamiętniona specjalnym orderem.